# Josef Bublík
Josef Bublík (ur. 12 lutego 1920 w Bánovie, zm. 18 czerwca 1942 w Pradze) – czeski spadochroniarz, uczestnik operacji Bioscop.

## Życiorys
Jego ojciec Adolf (1880–1964) pochodził z rodziny chłopskiej, zatrudniony był jako pracownik kamieniołomu. Matka Zofia (1892–1975) prowadziła gospodarstwo. Miał pięcioro rodzeństwa. Uczęszczał do szkoły w Bánovie a następnie do gimnazjum w Uherským Brodzie. Był członkiem organizacji Orel. Po maturze w 1939 chciał studiować prawo ale uczelnie wyższe zostały zamknięte przez okupanta. Wraz z kuzynem Jaroslavem Bublíkiem (późniejszym spadochroniarzem – uczestnikiem operacji Four square) i dwoma kolegami wyruszył 28 grudnia 1939 na Węgry i poprzez Belgrad udał się do Bejrutu, a stamtąd statkiem do Francji. Tam wstąpił do armii czechosłowackiej stacjonującej w Agde. 15 lutego 1940 został przydzielony do 2 pułku piechoty a 15 czerwca awansowany na starszego szeregowego. Wziął udział w walkach z Niemcami, a po upadku Francji na pokładzie statku „Rod el Farag” został ewakuowany do Anglii. Na ochotnika zgłosił się do sekcji do zadań specjalnych w ojczyźnie i 15 sierpnia 1941 został skierowany na szkolenie do Szkocji. Miesiąc później odbył tygodniowy kurs spadochronowy i został skierowany do oddziału Bioscop kierowanego przez Františka Pospíšila (kuzyna Adolfa Opálki).
27 kwietnia 1942 został zrzucony na spadochronie na teren Protektoratu Czech i Moraw w pobliżu Křivoklátu wraz z Bohuslavem Koubą i Janem Hrubým. Na ślad Kouby trafiło Gestapo dlatego 3 maja popełnił samobójstwo za pomocą trucizny, by chronić kolegów. Bublík z Hrubým udali się do miasta Uherské Hradiště, ale okazało się, że ich osoba kontaktowa została uwięziona, w związku z tym wrócili do Pragi.
Podczas szeroko zakrojonej akcji poszukiwania członków ruchu oporu po zamachu na Reinharda Heydricha został przez organizację podziemną ukryty w krypcie soboru świętych Cyryla i Metodego w Pradze. 18 czerwca 1942 grupa została wykryta przez nazistów w efekcie zdrady Karela Čurdy i Viliama Gerika. W nierównej walce z ponad 800 funkcjonariuszami SS i Gestapo po wyczerpaniu się amunicji popełnił samobójstwo wraz z innymi spadochroniarzami: wykonawcami zamachu na Reinharda Heydricha – sierż. Jozefem Gabčíkiem, sierż. Janem Kubišem oraz por. Adolfem Opálką, por. Josefem Valčíkiem, st. kpr. Janem Hrubým i plut. Jaroslavem Švarcem. Jego rodzice ani rodzina nie byli prześladowani podczas Heydrichiady.
Pośmiertnie został awansowany do stopnia porucznika (1 grudnia 1945), a następnie podpułkownika (2002).

## Odznaczenia
- Order Czerwonego Sztandaru – 1968, CSRS, pośmiertnie
- Złota Gwiazda Czechosłowackiego Orderu Wojskowego „Za Wolność” – 1949, pośmiertnie
- Krzyż Obrony Państwa Ministra Obrony Republiki Czeskiej – 2010, pośmiertnie[1]
- Krzyż Wojenny Czechosłowacki 1939 – dwukrotnie: 1945 (pośmiertnie) i 1946 (pośmiertnie)
- Czechosłowacki Wojskowy Medal Pamiątkowy (z okuciami "F" i "VB") – 1944, pośmiertnie